# گرادوو
گرادوو (به لهستانی:  Gradów) یک روستا در لهستان است که در گمینا نووا سوخا واقع شده‌است.